# Style (Lied)

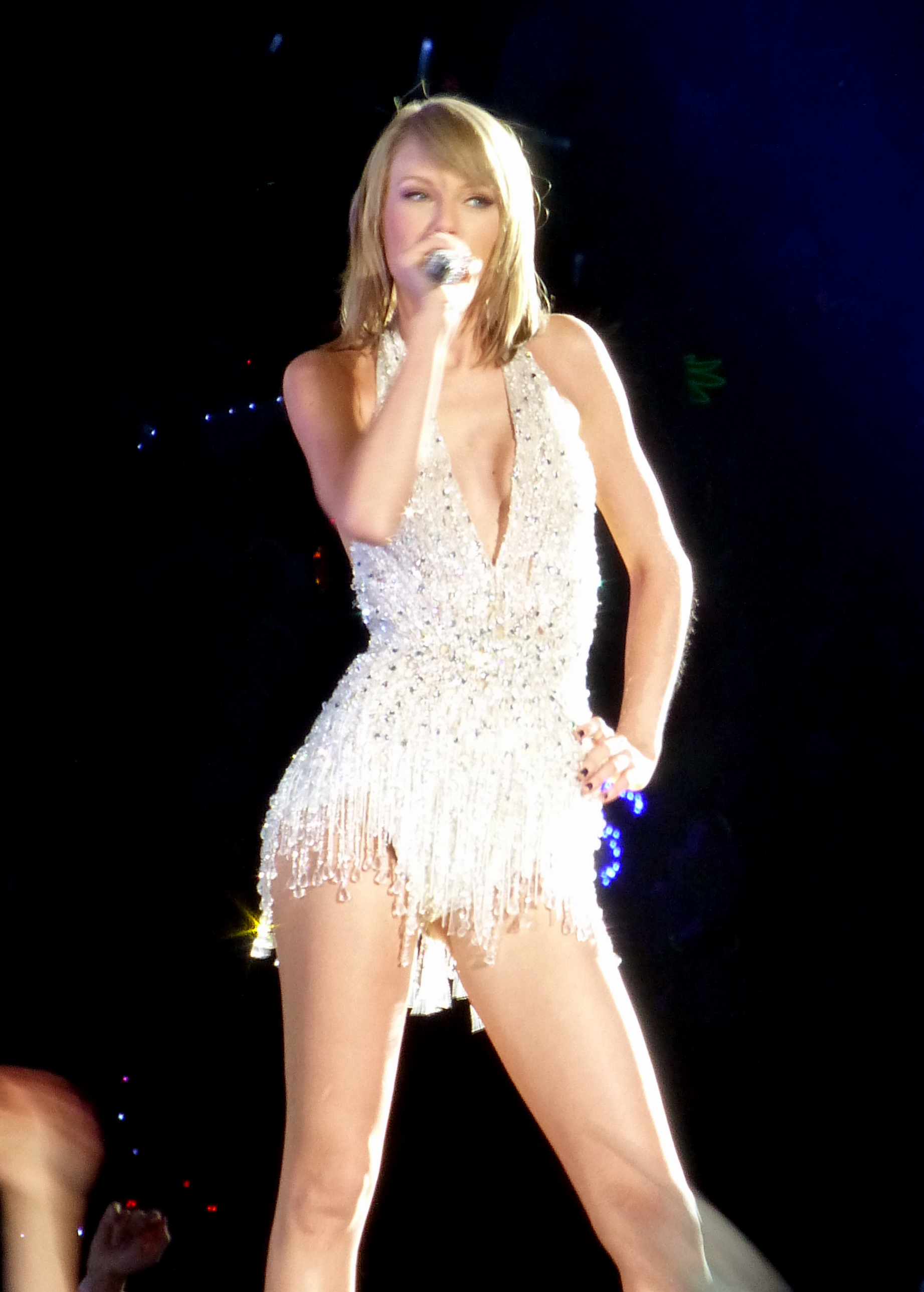
Taylor Swift singt Style auf der 1989 Tour in Detroit (2015)

Style ist ein Lied der US-amerikanischen Sängerin Taylor Swift. Der Song ist die dritte Singleauskopplung von Swifts Album 1989 und wurde am 9. Februar 2015 veröffentlicht. Style wurde alleine in den Vereinigten Staaten über 1,59 Millionen Mal verkauft, wodurch der Song von der Recording Industry Association of America mit 3-fach Platin ausgezeichnet wurde.

## Hintergrund
Wie Swifts fünftes Studioalbum 1989, welches Style beinhaltet, wurde auch das Lied neben Swift selber von den schwedischen Musikproduzenten Max Martin und Shellback geschrieben und produziert. Zusätzlich produzierte Ali Payami dieses Lied mit.

## Musikalisches und Inhalt
Style ist in D-Dur geschrieben und besitzt ein Tempo von 92 Schlägen pro Minute. Swifts Stimmumfang reicht von B3 bis D5. Laut Aussage von Swift beschreibt der Song eine Beziehung, in der sich beide Partner mit anderen Personen treffen, dennoch immer an den anderen Partner denken. Dies wird auch durch folgende Textstelle im Pre-Chorus deutlich:
| „I say, ‚I heard, oh, that you've been out and about with some other girl, some other girl‘ He says, "What you've heard is true but I Can't stop thinking about you" and I… I said, ‚I've been there too a few times‘.“ – Pre-Chorus, Originalauszug | „Ich sage ‚Ich hörte, dass du mit einem anderen Mädchen aus warst‘ Er sagt "Was du gehört hast ist wahr, aber ich kann nicht aufhören an dich zu denken" und ich… ich sagte ‚Ich war in dieser Situation auch einige Male‘.“ – Pre-Chorus, deutsche Übersetzung |

Einige Medien vermuteten, dass Swift mit diesem Lied ihren ehemaligen Freund Harry Styles anspricht, was von Swift weder bestätigt, noch dementiert wurde.

## Kritiken
Style wurde von den Kritikern positiv aufgenommen. Kai Butterweck von Laut.de schrieb im Rahmen der Albumrezension zu 1989 über Style: „Songs wie das mit funky Gitarren aufgepeppte „Style“ […] beweisen, dass ein Studio, in dem gute Popmusik entstehen soll, nicht zwangsläufig aussehen muss wie die das Innere eines Spaceshuttle-Cockpits. Weniger ist manchmal mehr“. The Guardian beschrieb Style als „eine durchsickernde Funk-Pop Nummer, die auf jeder Ebene befriedigt“. Jon Caramanica von der New York Times bezeichneten das Lied als Highlight des Albums und verglich es mit dem Miami Vice Soundtrack. Die Los Angeles Times nannte Style ein „sinnlichen Funk-Pop-Song“.

## Musikvideo
Das Musikvideo zu Style wurde von Kyle Newman gedreht. Neben Swift selber spielt in dem Musikvideo Dominic Sherwood Swifts Freund. Das Video beginnt mit einer Silhouette von Swifts Kopf, in welchem ihr Freund stehend an einer Küste gezeigt wird. Es folgen Szenen mit verschiedenen Flashbacks, unterbrochen von Szenen, in denen der Freund in einem Bett aufwacht. Wenn der Refrain beginnt, hält der Dominic eine Scherbe vor sein Gesicht, in welchem Swifts Lippen zu erkennen sind, die seine Lippen überlagern. Es folgen weitere Szenen, bei denen sich Bilder von Swift und ihrem Freund durch den Spiegel überlagern. Im weiteren Verlauf des Videos sieht man beide Personen in einem Raum mit gedimmten Licht, in dem sich beide küssen. Das Video endet damit, dass der Mann sein Auto anhält und Swift, die vor dem Auto auf dem Boden im Wald saß, aufsteht und zu ihm läuft. Aktuell (Stand Oktober 2018) wurde das Video bei Vevo über 354 Millionen Mal und bei YouTube über 558 Millionen Mal aufgerufen.

## Kommerzieller Erfolg
Durch die Veröffentlichung des Albums 1989 und den daraus resultierenden hohen digitalen Käufe von Style konnte das Lied bereits 15. November 2014 auf Platz 60 der Billboard Hot 100 einsteigen, fiel aber bereits in der kommenden Woche wieder aus diesen Charts hinaus. Durch den Auftritt bei der Victoria’s Secret Fashion Show 2014 konnte der Song erneut in diese Charts einsteigen. Style erreichte mit Platz 6 die höchste Platzierung in den Billboard Hot 100 und verbrachte insgesamt neun Wochen in den Top 10. Es war zu diesem Zeitpunkt Swifts siebzehnter Top-10-Erfolg in den Vereinigten Staaten und das dritte Top-10-Lied aus ihrem Album 1989. Im Dezember 2015 erhielt Swift von der Recording Industry Association of America 3-fach Platin für Style.
In den britischen Singlecharts stieg Style am 21. Februar 2015 auf Platz 65 ein und hielt sich insgesamt 19 Wochen in den Charts. Obwohl eine Top-20-Platzierung in diesen Charts nicht gelang, wurde Style trotzdem insgesamt über 400.000 mal verkauft, wodurch das Lied von der British Phonographic Industry mit einer Goldenen Schallplatte ausgezeichnet wurde. In den deutschen Musikcharts war Style weniger erfolgreich. Mit Unterbrechungen verbrachte der Song insgesamt sieben Wochen in diesen Charts, mit Platz 76 wurde die Höchstplatzierung am 21. April 2015 erreicht. In Österreich erreichte der Song Platz 28, einen Einstieg in die Schweizer Hitparade wurde verpasst. Weitere Top-10-Platzierungen erreichte Style in Australien und Kanada.

### Chartplatzierungen
| ChartsChartplatzierungen       | Höchstplatzierung | Wochen |
| ------------------------------ | ----------------- | ------ |
| Deutschland (GfK)              | 25 (9 Wo.)        | 9      |
| Österreich (Ö3)                | 19 (18 Wo.)       | 18     |
| Schweiz (IFPI)                 | 19 (1 Wo.)        | 1      |
| Vereinigte Staaten (Billboard) | 6 (32 Wo.)        | 32     |
| Vereinigtes Königreich (OCC)   | 21 (19 Wo.)       | 19     |

| ChartsJahrescharts (2015)      | Platzierung |
| ------------------------------ | ----------- |
| Vereinigte Staaten (Billboard) | 21          |

### Auszeichnungen für Musikverkäufe
Style wurde bisher weltweit mit 5× Gold und 27× Platin ausgezeichnet. Damit wurde die Single laut Auszeichnungen mehr als 6,1 Millionen Mal verkauft.
| Land/Region                  | Auszeichnungen für Musikverkäufe (Land/Region, Auszeichnung, Verkäufe) | Verkäufe  |
| ---------------------------- | ---------------------------------------------------------------------- | --------- |
| Australien (ARIA)            | 9× Platin                                                              | 630.000   |
| Brasilien (PMB)              | 3× Platin                                                              | 180.000   |
| Dänemark (IFPI)              | Platin                                                                 | 90.000    |
| Deutschland (BVMI)           | Gold                                                                   | 300.000   |
| Griechenland (IFPI)          | Gold                                                                   | 10.000    |
| Italien (FIMI)               | Gold                                                                   | 50.000    |
| Kanada (MC)                  | 3× Platin                                                              | 240.000   |
| Neuseeland (RMNZ)            | 4× Platin                                                              | 120.000   |
| Norwegen (IFPI)              | Gold                                                                   | 30.000    |
| Österreich (IFPI)            | Platin                                                                 | 30.000    |
| Portugal (AFP)               | Platin                                                                 | 10.000    |
| Spanien (Promusicae)         | Gold                                                                   | 30.000    |
| Vereinigte Staaten (RIAA)    | 3× Platin                                                              | 3.000.000 |
| Vereinigtes Königreich (BPI) | 2× Platin                                                              | 1.400.000 |
| Insgesamt                    | 5× Gold · 27× Platin ·                                                 | 6.120.000 |

Hauptartikel: Taylor Swift/Auszeichnungen für Musikverkäufe/Lieder

## Style (Taylor’s Version)
Am 27. Oktober 2023 veröffentlichte Swift eine Neueinspielung auf ihrem Album 1989 (Taylor’s Version).
Chartplatzierungen
| ChartsChartplatzierungen       | Höchstplatzierung | Wochen |
| ------------------------------ | ----------------- | ------ |
| Vereinigte Staaten (Billboard) | 9 (4 Wo.)         | 4      |

Auszeichnungen für Musikverkäufe

| Land/Region                  | Auszeichnungen für Musikverkäufe (Land/Region, Auszeichnung, Verkäufe) | Verkäufe |
| ---------------------------- | ---------------------------------------------------------------------- | -------- |
| Australien (ARIA)            | Gold                                                                   | 35.000   |
| Brasilien (PMB)              | 2× Platin                                                              | 80.000   |
| Neuseeland (RMNZ)            | Gold                                                                   | 15.000   |
| Vereinigtes Königreich (BPI) | Silber                                                                 | 200.000  |
| Insgesamt                    | 1× Silber · 2× Gold · 2× Platin ·                                      | 330.000  |

Hauptartikel: Taylor Swift/Auszeichnungen für Musikverkäufe/Lieder

## Formate
Style ist ausschließlich als Download erhältlich, eine Single-CD wurde nur im Vereinigten Königreich als Promo-Tonträger veröffentlicht.
Download
1. Style – 3:51

## Trivia
Neben weiteren Textzeilen aus ihrem Album 1989 ließ sich Swift auch die Textzeile „Cause we never go out of style“ aus Style markenrechtlich schützen. Die Verwendung dieser Textzeilen, zum Beispiel als Druck auf Merchandise-Kleidung, ist somit ohne Swifts Zustimmung nicht erlaubt.